# فردریکس‌ئورد
فردریکس‌ئورد (به هلندی: Frederiksoord) یک منطقهٔ مسکونی در هلند است که در وسترفلد واقع شده‌است.